# Юхновський Василь Юрійович
Василь Юрійович Юхновський (4 січня 1954, село Верещаки Лановецького району Тернопільської області) — член Президії Лісівничої академії наук України, завідувач кафедри лісової меліорації і оптимізації лісоаграрних ландшафтів Національного університету біоресурсів і природокористування України, доктор сільськогосподарських наук, професор.

## Біографія
Юхновський Василь Юрійович народився 4 січня 1954 року в селі Верещаки Ланівецького району Тернопільської області.
Вищу освіту здобув у 1979 р., закінчивши лісогосподарський факультет Української сільськогосподарської академії (тепер — Національний університет біоресурсів і природокористування України, м. Київ). Спеціальність за дипломом про вищу освіту — «Лісове господарство», кваліфікація — «Інженер лісового господарства».
Професор Юхновський В. Ю. починав трудову діяльність в Українській сільськогосподарській академії, спочатку на посаді асистента (1981–1991 рр.), доцента (1992–1999 рр.), докторанта (2000–2003 рр.), заступника декана лісогосподарського факультету (1998–2000), завідувача кафедри (2003–2006), директор Навчально-наукового інституту лісового і садово-паркового господарства Національного аграрного університету (2004–2005), директора НДІ лісівництва та декоративного садівництва (2006–2010), завідувача кафедри лісової меліорації і оптимізації лісоаграрних ландшафтів (з 2003 р. по теперішній час).
Доктор сільськогосподарських наук з 2004 р. за спеціальностями 06.03.01 — лісові культури та фітомеліорація та 06.03.02 — лісовпорядкування та лісова таксація. Дисертація захищена у 2003 р. в Національному аграрному університеті (тепер — Національний університет біоресурсів і природокористування України, м. Київ). Вчене звання професора по кафедрі лісової меліорації Національного аграрного університету присвоєно у 2005 році.
Вільно володіє російською та англійською мовами.

## Наукова та педагогічна діяльність
Підготовку фахівців здійснює за напрямом підготовки «Лісове і садово-паркове господарство» за спеціальністю «Лісове господарство». Викладає різні навчальні дисципліни — «Лісова меліорація», «Гідротехнічна меліорація», «Основи гідротехнічної меліорації», «Лісоаграрні ландшафти», «Оптимізація лісоаграрних ландшафтів», «Захисні лісові насадження на шляхах транспорту», «Агролісомеліоративний моніторинг».
Науково-педагогічний стаж роботи професора Юхновського В. Ю. становить 32 роки.
Наукові інтереси вченого пов'язані з вирішенням питань оптимізації лісоаграрних ландшафтів, розробки нормативно-довідкових даних для таксації лісомеліоративних насаджень, досліджень біологічної продуктивності лісоаграрних екологічних систем.
За роки своєї діяльності Юхновський В. Ю. видав багато наукової, науково-популярної та навчально-методичної літератури: одну монографію, три підручника, два навчальних посібника, більше 140 наукових статей, близько 30 науково-методичних праць. Серед них:
- Пилипенко О. І., Юхновський В. Ю., Ведмідь М. М. Системи захисту ґрунтів від ерозії: підручник. — К.: Златояр, 2004. — 436 с.
- Юхновський В. Ю., Шевченко О. В., Дударець С. М., Конаков Б. І. Гідротехнічні меліорації лісових земель: навчальний посібник / За ред. В. Ю. Юхновського. — К.: Арістей, 2007. — 314 с.
- Пилипенко О. І., Юхновський В. Ю., Дударець С. М., Малюга В. М. Лісові меліорації: підручник / За ред. В. Ю. Юхновського. — К.: Аграрна освіта, 2010. — 282 с.
- Роговський С. В., Василенко І. Д., Черняк В. М., Хрик В. М., Юхновський В. Ю. Агролісомеліорація: практикум: навчальний посібник / За ред. В. Ю. Юхновського. — К.: Фітосоціоцентр, 2011. — 292 с.
- Юхновський В. Ю., Дударець С. М., Малюга В. М. Агролісомеліорація: підручник / За ред. В. Ю. Юхновського. — К.: Кондор, 2012. — 372 с.
- Юхновський В. Ю. Лісоаграрні ландшафти рівнинної України: оптимізація, нормативи, екологічні аспекти. Монографія. — К.: Інститут аграрної економіки, 2003.- 273 с.

Юхновський В. Ю. з 2005 р. здійснює керівництво аспірантурою. Під його керівництвом захищено п'ять кандидатських і одна докторська дисертації.
Професор Юхновський В. Ю. є дійсним членом Української академії наук, членом спеціалізованої вченої ради по захисту дисертацій в Національному університеті біоресурсів і природокористування України за спеціальністю 06.03.02 — лісовпорядкування та лісова таксація.
Відмінник освіти України.